# أل بنسون
أل بنسون (بالإنجليزية: Al Benson)‏ هو شخصية أعمال ودي جيه أمريكي، ولد في 30 يونيو 1908 في جاكسون في الولايات المتحدة، وتوفي في 6 سبتمبر 1978 في ثري أوكس في الولايات المتحدة بسبب قصور القلب.

## وصلات خارجية
- أل بنسون على موقع الموسوعة البريطانية (الإنجليزية)
- أل بنسون على موقع أول ميوزيك (الإنجليزية)